# Peninsula (Ohio)
Peninsula – wieś w Stanach Zjednoczonych, w stanie Ohio, w hrabstwie Summit.